# Uncaria guianensis
Uncaria guianensis är en måreväxtart som först beskrevs av Jean Baptiste Christophe Fusée Aublet, och fick sitt nu gällande namn av Johann Friedrich Gmelin. Uncaria guianensis ingår i släktet Uncaria och familjen måreväxter. Inga underarter finns listade i Catalogue of Life.